# Nanaloricus khaitatus
Nanaloricus khaitatus är en djurart som beskrevs av Todaro och Kristensen 1998. Nanaloricus khaitatus ingår i släktet Nanaloricus, och familjen Nanaloricidae. Inga underarter finns listade i Catalogue of Life.